# Китани, Тацуя
Тацуя Китани (яп. キタニタツヤ Китани Тацуя, род. 28 февраля 1996) — музыкант, певец и автор песен из Японии, басист в группе sajou no hana.

## Биография
Будучи в начальной школе, Тацуя узнал про рок через Asian Kung-Fu Generation. Выпустившись со старшей школы, он купил бас-гитару и сформировал с друзьями группу, создающую каверы на песни Asian Kung-Fu Generation. Параллельно созданию оригинальной музыки со своей группой, Тацуя понял, что он хорош в создании песен и стал независимым. Примерно в то же время он заинтересовался Vocaloid.
В мае 2014 года, Китани начал выпускать музыку с Vocaloid под псевдонимом Konnichiwa Tanita-San. Первой песней стала «Kujira to Mercury», созданная при помощи Мику Хацунэ и опубликованная на сайте Nico Nico Douga.
30 марта 2017 года в память своей Vocaloid-песни «The Trash Room Sinks into a Rust Color», ставшей первой песней, набравшей 100 тысяч просмотров на Nico Nico Douga, Тацуя выпустил на неё кавер под именем Tatsuya Kitani. Это был первый раз, когда он использовал своё реальное имя в своих работах.
Весной 2018 года, по выпуску из Токийского университета, Китани сформировал группу sajou no hana. 26 сентября он выпустил свой первый студийный альбом, «I Do (Not) Love You».
25 сентября 2019 года был выпущен второй студийный альбом, «Seven Girls’ H(e)avens».
26 августа 2020 года Тацуя выпустил свой третий студийный альбом, «Demagog». В декабре он заявил, что следующие 4 месяца подряд он будет выпускать по синглу в месяц. Этими синглами стали «Shiromuku», «Cinnamon», «Tousougeki» и «Ghost».
7 июля 2023 года Китани выпустил песню «Ao no Sumika», ставшую открывающей темой для второго сезона аниме Магическая битва.
В 2024 году Тацуя объединился с Кэнто Накадзимой, бывшим участником группы timelesz, и сформировал дуэт Gemn. 4 июля в их составе была выпущена песня «Fatal», ставшая открывающей темой для второго сезона аниме Oshi no Ko.

## Дискография

### Студийные альбомы
| Название               | Детали                                                                                      | Высшие позиции в чартах |
| Название               | Детали                                                                                      | JPN                     |
| ---------------------- | ------------------------------------------------------------------------------------------- | ----------------------- |
| I Do (Not) Love You.   | - Дата выпуска: 26 сентября 2018 - Лейбл: Emo, Alternative & Cool. - Формат: CD, скачивание | —                       |
| Seven Girls’ H(e)avens | - Дата выпуска: 25 сентября 2019 - Лейбл: Emo, Alternative & Cool. - Формат: CD, скачивание | —                       |
| Demagog                | - Дата выпуска: 26 августа 2020 - Лейбл: Sony Music Records - Формат: CD, скачивание        | 46                      |
| Bipolar                | - Дата выпуска: 25 мая 2022 - Лейбл: Sony Music Records - Формат: CD, скачивание            | 23                      |
| Roundabout             | - Дата выпуска: 10 января 2024 - Лейбл: Sony Music Records - Формат: CD, скачивание         | 9                       |

### Мини-альбомы
| Название          | Детали                                                                              | Высшие позиции в чартах |
| Название          | Детали                                                                              | JPN                     |
| ----------------- | ----------------------------------------------------------------------------------- | ----------------------- |
| Scar (яп. スカー) | - Дата выпуска: 23 ноября 2022 - Лейбл: Sony Music Records - Формат: CD, скачивание | 21                      |
| Love: Amplified   | - Дата выпуска: 14 июня 2023 - Лейбл: Sony Music Records - Формат: скачивание       | —                       |
| Where Our Blue Is | - Дата выпуска: 19 июля 2023 - Лейбл: Sony Music Records - Формат: CD, скачивание   | 6                       |

### Синглы
| Название                                                             | Год  | Высшие позиции в чартах | Высшие позиции в чартах | Высшие позиции в чартах | Высшие позиции в чартах | Высшие позиции в чартах | Высшие позиции в чартах | Сертификации                                                | Альбом                 |
| Название                                                             | Год  | JPN                     | JPN Cmb.                | JPN Hot                 | TWN                     | US World                | WW                      | Сертификации                                                | Альбом                 |
| -------------------------------------------------------------------- | ---- | ----------------------- | ----------------------- | ----------------------- | ----------------------- | ----------------------- | ----------------------- | ----------------------------------------------------------- | ---------------------- |
| Sad Girl                                                             | 2019 | —                       | —                       | —                       | —                       | —                       | —                       |                                                             | Seven Girls’ H(e)avens |
| Club Unreality (яп. クラブ・アンリアリティ)                          | 2019 | —                       | —                       | —                       | —                       | —                       | —                       |                                                             | Seven Girls’ H(e)avens |
| Hide and Seek (яп. ハイドアンドシーク)                               | 2020 | —                       | —                       | —                       | —                       | —                       | —                       |                                                             | Demagog                |
| Bad Dream (яп. 悪夢)                                                 | 2020 | —                       | —                       | —                       | —                       | —                       | —                       |                                                             | Demagog                |
| Slush (яп. 白無垢)                                                   | 2020 | —                       | —                       | —                       | —                       | —                       | —                       |                                                             | Неальбомный сингл      |
| Cinnamon                                                             | 2021 | —                       | —                       | —                       | —                       | —                       | —                       |                                                             | Неальбомный сингл      |
| Accomplices (яп. 逃走劇)                                             | 2021 | —                       | —                       | —                       | —                       | —                       | —                       |                                                             | Неальбомный сингл      |
| Ghost!?                                                              | 2021 | —                       | —                       | —                       | —                       | —                       | —                       |                                                             | Неальбомный сингл      |
| When the Weak Go Marching In (яп. 聖者の行進)                        | 2021 | 45                      | —                       | —                       | —                       | —                       | —                       |                                                             | Bipolar                |
| Rapport                                                              | 2021 | —                       | —                       | —                       | —                       | —                       | —                       |                                                             | Bipolar                |
| Thanatophobia (яп. タナトフォビア)                                   | 2021 | —                       | —                       | —                       | —                       | —                       | —                       |                                                             | Bipolar                |
| Inner Whirlpool (яп. 冷たい渦)                                       | 2021 | —                       | —                       | —                       | —                       | —                       | —                       |                                                             | Bipolar                |
| Two Drifters (яп. プラネテス)                                        | 2021 | —                       | —                       | —                       | —                       | —                       | —                       |                                                             | Bipolar                |
| Chiharu (яп. ちはる) (при участии N-buna из Yorushika)               | 2022 | —                       | —                       | —                       | —                       | —                       | —                       |                                                             | Неальбомный сингл      |
| Moonlight (яп. 月光) (при участии Харумаки Гохан)                    | 2022 | —                       | —                       | —                       | —                       | —                       | —                       |                                                             | Roundabout             |
| Scar (яп. スカー)                                                    | 2022 | —                       | —                       | 93                      | —                       | —                       | —                       |                                                             | Roundabout             |
| Bakeneko (яп. 化け猫)                                                | 2022 | —                       | —                       | —                       | —                       | —                       | —                       |                                                             | Roundabout             |
| Where Our Blue Is (яп. 青のすみか)                                   | 2023 | 6                       | 3                       | 2                       | 15                      | 13                      | 85                      | RIAJ: - Золотая (цифровой сингл) - 2× Платиновая (стриминг) | Roundabout             |
| As I Longed for (яп. 憧れのままに) (при участии Yama)                | 2023 | —                       | —                       | —                       | —                       | —                       | —                       |                                                             | Awake&Build            |
| Moonthief                                                            | 2023 | —                       | —                       | —                       | —                       | —                       | —                       |                                                             | Roundabout             |
| Night Routine (яп. ナイトルーティーン)                               | 2023 | —                       | —                       | —                       | —                       | —                       | —                       |                                                             | Roundabout             |
| Preview of Me (яп. 次回予告)                                         | 2024 | 37                      | —                       | —                       | —                       | —                       | —                       |                                                             | Неальбомный сингл      |
| Always Be with You XD (яп. ずうっといっしょ)                         | 2024 | —                       | —                       | —                       | —                       | —                       | —                       |                                                             | Неальбомный сингл      |
| Fatal (яп. ファタール) (при участии Кэнто Накадзимы, в составе Gemn) | 2024 | 5                       | 2                       | 3                       | —                       | —                       | —                       | - RIAJ: Золотая (стриминг)                                  | Неальбомный сингл      |
| Chained (яп. いらないもの) (при участии Natori)                      | 2024 | 30                      | —                       | 95                      | —                       | —                       | —                       |                                                             | Неальбомный сингл      |
| Whisper (яп. ウィスパー)                                             | 2024 | —                       | —                       | —                       | —                       | —                       | —                       |                                                             | Неальбомный сингл      |